# Agametrus humilis
Agametrus humilis är en skalbaggsart som beskrevs av Sharp 1882. Agametrus humilis ingår i släktet Agametrus och familjen dykare. Inga underarter finns listade i Catalogue of Life.